# بخش کوراییم
بخش کوراییم یکی از بخش‌های تابعه شهرستان نیر در استان استان اردبیل ایران است.

## تقسیمات کشوری
- بخش کوراییم
  - دهستان مهماندوست

° مهماندوست علیا (نیر)
- - دهستان یورتچی شرقی

° قورتولموش
- - دهستان یورتچی غربی

° قره شیران
شهرها: کوراییم

## جمعیت
بنابر سرشماری مرکز آمار ایران، جمعیت بخش کوراییم شهرستان نیر در سال ۱۳۸۵ برابر با ۹۷۸۶ نفر بوده است.